# Bernard Borggreve

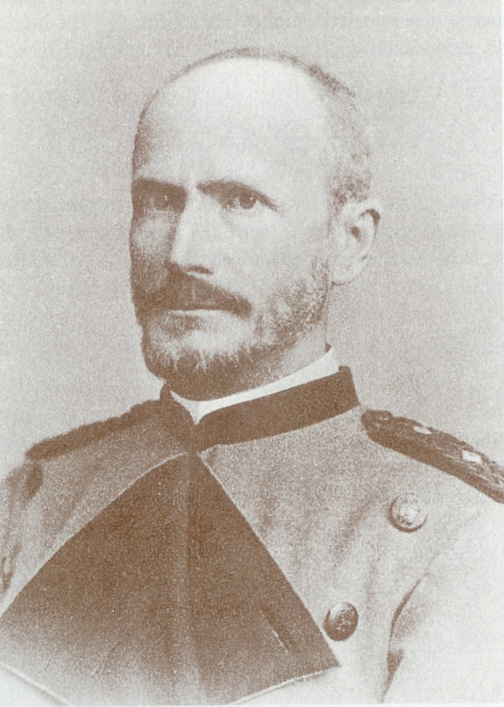
Bernard Robert August Borggreve

Bernard Robert August Borggreve (auch: Bernhard Borggreve; * 6. Juli 1836 in Magdeburg; † 5. April 1914 in Bendorf) war ein deutscher Forstwissenschaftler, Zoologe und Botaniker.

## Leben
Bernard Borggreve studierte an der Forstakademie Eberswalde, dann auch Forstwissenschaft an der Universität Greifswald und der Universität Bonn. 1864 wurde er Leiter der Forstverwaltung des Geschlechts der Hohenlohe in Schlesien. Ab 1866 war er Dozent an der Landwirtschaftlichen Akademie zu Bonn-Poppelsdorf.
Mit Gründung der Königlich Preußische Forstakademie Hannoversch Münden durch Wilhelm I. erhielt er einen Ruf als Professor für Zoologie, insbesondere Ornithologie und Entomologie, an die neue Forstakademie in Hannoversch Münden. Zum Lehrgebiet gehörte „das ganze Gebiet der Botanik und Zoologie, überhaupt der Naturgeschichte als Hilfswissenschaft“. Da Borggreve sich nicht nur mit Zoologie beschäftigen wollte, sondern mit forstlicher Botanik, war er zwischenzeitlich als Oberförster tätig und kehrte 1879 als Professor für Zoologie und Botanik an die Forstakademie Hann. Münden zurück und wurde sogar deren Direktor. 1891 wurde Borggreve emeritiert und war bis zu seinem Ruhestand 1905 Oberforstmeister in Wiesbaden.
Borggreve wurde international bekannt mit seinen Forschungen zu Plenterdurchforstungen. Er war zunächst Mitherausgeber, später Herausgeber der Forstlichen Blätter. Im Berliner Ortsteil Reinickendorf wurde die Borggrevestraße nach ihm benannt.

## Schriften
- Die europäischen Vogelarten aus dem Gesichtspunkte ihrer Verbreitung über das nördliche Deutschland betrachtet, Dissertationsschrift, Kiel 1869 (im Druck unter dem Titel Die Vogel-Fauna von Norddeutschland, Kiel 1869)
- Die Vogel-Fauna von Norddeutschland. Eine kritische Musterung der europäischen Vogel-Arten nach dem Gesichtspunkte ihrer Verbreitung über das nördliche Deutschland, Berlin 1869
- Haide und Wald. Spezielle Studien und generelle Folgerungen über Bildung und Erhalt der sogenannten natürlichen Vegetationsformen und Pflanzengemeinden für Botaniker etc. , Berlin 1875
- Die Forstreinertragslehre, insbesondere die sogenannte forstliche Statik Prof. Dr. Gustav Heyer's nach ihrer wissenschaftlichen Nichtigkeit und wirthschaftlichen Gefährlichkeit. Studien über die Grundbedingungen und Endziele der Forstwirthschaft, Forstwissenschaftliche Tagesfragen, (Heft 1), Bonn 1878
- Die gesetzliche Regelung der Feld- und Forstpolizei. Ein Wort zur Aufklärung und Verständigung über diese Tagesfrage, Leipzig 1880
- Die Holzzucht. Ein Grundriß für Unterricht und Wirthschaft, Berlin 1885 (2. Auflage 1891)
- Die Forstabschätzung. Ein Grundriß der Forstertragsregelung und Waldwertrechnung, Berlin 1888
- Die Verbreitung und wirtschaftliche Bedeutung der wichtigeren Waldbaumarten innerhalb Deutschlands, Forschungen zur deutschen Landes- und Volkskunde (Heft 3,1), Stuttgart 1888
- Die Vogelschutzfrage nach ihrer bisherigen Entwickelung und wahren Bedeutung. Mit besonderer Rücksicht auf die Versuche zu ihrer Lösung durch Reichsgesetzgebung und internationale Vereinbarungen, (2. Ausgabe), Leipzig 1888
- Führer zur Besichtigung der Mündener Lehrforstreviere, Langensalza 1890
- Waldschäden im Oberschlesischen Industriebezirk nach ihrer Entstehung durch Hüttenrauch, Insektenfraß etc.. Eine Rechtfertigung der Industrie gegen folgenschwere falsche Anschuldigungen, Frankfurt am Main 1895

Daneben bearbeitete Borggreve auch die aktualisierten Auflagen von Georg Ludwig Hartigs berühmten Lehrbuch für Förster und die es werden wollen (1871 und 1875).